# Erdélyi Gyülekezet
Az Erdélyi Gyülekezet Magyarországon önálló bejegyzéssel bíró egyház, mely egyházjogilag a romániai református egyház Királyhágómelléki egyházkerületéhez tartozik.

## Története
A gyülekezet az 1970-es–1980-as évek egyik legjelentősebb egyházi ellenzéki személyisége, Németh Géza református lelkész által elindított menekültsegítő misszióból jött létre, melyet 1990-ben önálló egyházként jegyeztek be.
1992-ben a gyülekezet Budapest X. kerületében, egy valamikori laktanya területén Reménység Szigete néven létrehozta karitatív és kulturális központját.
Az alapítólelkész halála után 1995 szeptember 23-án került sor a gyülekezet csatlakozására a Királyhágómelléki Református Egyházkerülethez, Zalatnay István beiktatására, valamint ekkor helyezték el a gyülekezet templomának alapkövét, melyet a befogadó egyházkerület püspöke, Tőkés László mellett az akkori református zsinati elnök, Hegedűs Loránt és – a gyülekezet ökumenikus szolgálatára tekintettel – Tempfli József nagyváradi katolikus püspök is megáldott. 

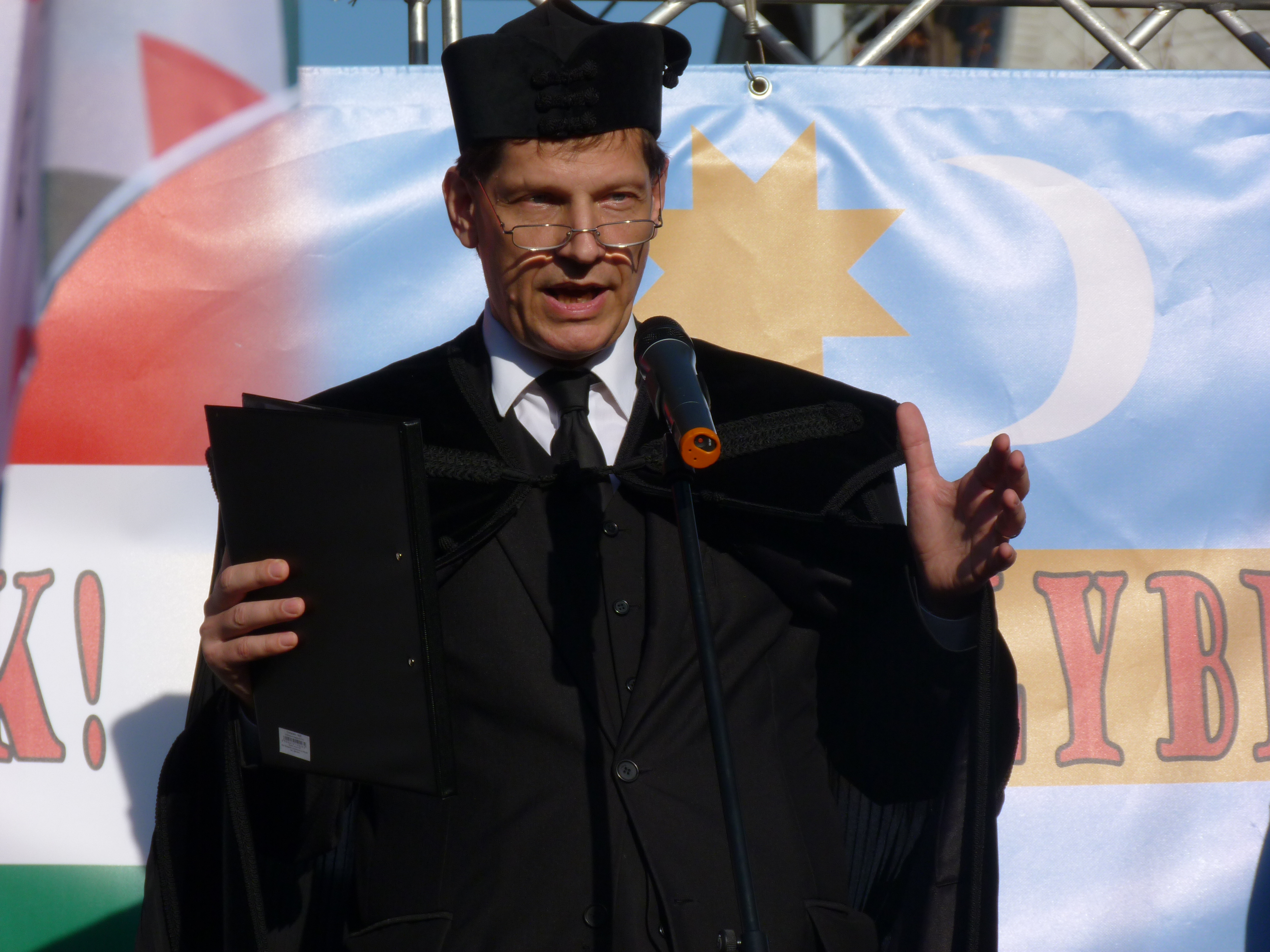
Zalatnay István – 2013

1998-ban a gyülekezet templomot épített a Budapest közelében lévő, nagyrészt erdélyi menekültek által lakott Dányszentkirályon. Az ökumenikusan felszentelt templom körül a püspökök mellett emlékfát ültetett az alapító lelkész családja és Orbán Viktor akkori miniszterelnök is.
2006-ban hosszas utánajárás után megkapta a gyülekezet a Reménység Szigete tulajdonjogát és belekezdhetett régóta tervezett építkezéseibe. 2008-ban elkészült egy – családi emlékhelyként és erdélyi pantheonként is funkcionáló – Emlékkert, melynek felszentelését együtt végezte Ötvös József erdélyi református generális direktor, Bölcskei Gusztáv debreceni püspök, református zsinati elnök, Tempfli József katolikus és Szabó Árpád unitárius püspökök. 2011-ben avatták fel a gyülekezet altemplomát, új istentiszteleti térrel, múzeumteremmel és urnatemetővel.
2022. július 1-től az Erdélyi Gyülekezet vezető lelkésze Fazekas István, akit ünnepélyesen Csűry István, a Királyhágómelléki Református Egyházkerület püspöke iktatott be hivatalába 2022. november 6-án.

## Hitélet
Az Erdélyi Gyülekezet vasárnapi istentiszteleti életében a magyarországinál gazdagabb erdélyi liturgikus gyakorlatot követi. A vasárnap 10 órai istentiszteletek mellett minden hétköznap van 8 órakor reggeli és ½ 1-kor napközi, valamint szerdán – és különösen a böjti időszakban más napokon is – 18 órakor esti áhítatok. Ezek liturgiája a 16. – 17. századi ún. óprotestáns hagyományok ihletésére alakult ki.
Kiemelt sajátos alkalmak a teljes éjszakás vigília nagyszombat estéről húsvétra virradó éjszaka, a húsvét utáni második vasárnapokon tartott Magyarországon Élő Erdélyiek Találkozója, valamint a november 1-jén tartott Erdélyi Halottak Napja.
A gyülekezet egyik kezdeményezője annak a böjti közös imádságnak, melynek résztvevői napról napra imádkoznak előzetesen beküldött imatémákért.
A gyülekezet nagy hangsúlyt fektet az istentiszteleti és spirituális megújulásért való munkálkodásra, melyben elsősorban a magyar protestáns hagyományokat és a nem divatos külső mintákat tartja iránymutatónak.
A gyülekezet menekültmissziós hátteréből és erdélyi gyökereiből fakadóan is fontosnak tartja az ökumenikus testvériség megélését. Minden évben tartanak néhány alkalommal katolikus misét főként Erdélyből hívott katolikus papok.

## Karitatív és kulturális tevékenység
A Reménység Szigetén működő betegszálláson több tízezer éjszakát töltöttek határon túlról budapesti gyógykezelésre érkező betegek. A gyülekezet a gazdagodó egyházi egészségügyi intézményrendszerhez, elsősorban anyaegyházkerülete kezdeményezéseihez kapcsolódva igyekszik megfelelő keretet találni szolgálata számára e téren.
A gyülekezet kulturális, szakmai, közéleti téren folytatott munkájának kiemelt fóruma a minden évben alapító lelkészének születési napja körül, május végén vagy június elején tartott Németh Géza Emlékkonferencia, továbbá a Reménység Szigete nyári programjai.
A gyülekezet szolgálatában évek óta fontos szerepet játszik a cigánymisszióban való részvétel határon túli és magyarországi programokban egyaránt. 
Az Erdélyi Gyülekezet folyamatosan támogat anyagilag határon túli intézményeket, programokat részben közvetlenül, részben a gyülekezethez szorosan kapcsolódó Legato Alapítványon keresztül.
A Reménység Szigete elsősorban határon túli csoportok és különösen lelkészcsaládok számára biztosít kedvezményes szállás lehetőséget.